# Mel Allen
Mel Allen, de naixement Melvin Allen Israel, (14 de febrer de 1913, Birmingham, Alabama - 16 de juny de 1996, Greenwich, Connecticut) fou un comentarista esportiu estatunidenc. Quan va ser anunciant de l'equip de beisbol New York Yankees entre 1940 i 1964, es va fer famós per la seva simpatia i la seva frase How about that!. Va ser l'amfitrió del programa de televisió This Week in Baseball des del 1977 fins al 1995. El 1978 junt amb Red Barber, es van convertir en els primers locutors escollits per a estar en el Saló de la Fama del Beisbol.